# Занадто гарні, щоб померти
Занадто гарні, щоб померти (італ. Sotto il vestito niente) — італійський джалло 1985 року.

## Сюжет
Серійний вбивця у Мілані вбиває моделей з допомогою ножиць. Брат однієї моделі приїжджає в Італію із США, щоб захистити сестру. Але після прибуття він виявляє, що вона зникла. Чоловік звертається за допомогою до поліцейського. Незабаром він виявляє, що на нього самого хтось почав полювання.

## У ролях
| Актор            | Роль                     |
| ---------------- | ------------------------ |
| Том Шенлі        | Боб Крейн                |
| Рені Сімонсен    | Барбара                  |
| Дональд Плезенс  | комісар Данесі           |
| Нікола Перрінг   | Джессіка Крейн           |
| Марія МакДональд | Марго Вілсон             |
| Кетрін Нойєс     | Керрі Блін               |
| Паоло Томей      |                          |
| Соня Рауле       | Крістіна Ландольфі       |
| Сайрус Еліас     | помічник Данесі          |
| Анна Галіена     | бос модельного агентства |
| Біг Лаура        |                          |
| Брюс МакГуайр    | співробітник Інтерполу   |
| Міммо Сепе       | портьє                   |